# 유화 (속죄)
유화(Propitiation)는 속죄 교리에서 죄를 덮는다, 혹은 마음을 풀어준다는 의미이다. 하나님의 보복이나 진노를 피하기 위해 하나님의 선처를 바라거나 마음을 풀어주는 행동을 말한다. 

## 성경적 근거
로마서 3:25에 유화는 그리스어로 '힐라스리온'로 문자적의미는 '언약궤'의 뚜껑을 의미한다. 히브리서 9장 5절에는 속죄소로 번역된다. 
요한일서 2:2에는 우리의 죄의 화목제물이 되었다고 말한다. 

## 공동기도문
성공회의 1979년도 발행된 공동기도서에는 화목제물이 '완전한 제물'로 바뀌었다. 

## 개혁주의 신학
C.H. 다드는 '힐스테리온'을 유화(propitiation)로 번역하지 않고, 속죄(expiation)로 번역하자는 주장을 하였다.
속죄(expiation)은 죄를 취소한다는 뜻이며, 다드는 신약성경번역을 할 때, 하나님의 진노를 강조한 유화보다 속죄의 사용을 주장하였다.
개혁주의 신학자들은 이 용어 사용을 매우 강조한다. 왜냐하면, 이 단어가 가진 하나님의 진노에 대한 연관성 때문이다.

## 같이 보기
- 대사 (가톨릭)
- 칭의
- 형벌 대속